# 银河帝国 (阿西莫夫)
银河帝国是艾萨克·阿西莫夫在其作品機器人系列、銀河帝國三部曲和基地系列中所构建的星际帝国。银河帝国疆域横跨整个银河系，拥有近2500万颗人类定居的行星。帝国的首都是川陀。川陀人口超过400亿，是一座普世城，在银河纪元12,328年被袭击。帝国徽标是“星舰与太阳”，最后的皇帝是克里昂二世。其衰落过程与罗马帝国的衰落类似。

## 背景
1940年代，阿西莫夫与羅伯特·海萊因共同在费城海军船坞一起写作。在此时期他阅读了爱德华·吉本的罗马帝国衰亡史，并以罗马帝国为蓝本构思出了银河帝国。银河帝国在1940年代于惊人科幻小说杂志上发布，1950年代早期阿西莫夫将银河帝国作为写作题材，发布长篇科幻小说基地。
银河纪元827年时（银河帝国纪年，将帝国成立时定为元年，又称GE），银河帝国拥有数百万个人类居住的星球，总人口达到5X1017。根据1990年代公布的相关年表，银河纪元元年约为公元10,000年，但1950年代的非官方年表显示，银河帝国建立于公元34,500年。在此时，人类已掌握使用超空間进行星际旅行的技术。银河帝国的军队是帝国星舰。川陀是银河帝国的首都，是一颗离银河系中心最近的一颗宜居行星。阿西莫夫的基地系列描述了银河帝国的衰落，以及之后银河系无统一政府状态的衰败时期，与罗马帝国的衰落和随之到来的中世纪相类似。
银河纪元12,000年左右，哈里·谢顿通过心理史學预测帝国将在300年内灭亡，并建立两个基地。此后1000年里，基地历经重重谢顿危机，最终建立了第二银河帝国。

## 银河系外围
在阿西莫夫的基地系列中，基地位于银河系外围地带，周边有安纳克里昂和司密尔诺等行星。帝国在此区域控制较弱，使得该地区最先脱离银河帝国而独立，帝国解体。川陀陷落前，银河系越来越多的地区脱离帝国而独立，帝国逐渐衰落，并最终崩溃。

## 帝王
银河帝国没有一个完整的帝王列表，但是其中一些帝王和朝代仍然可知。
| 王朝       | 皇帝           | 注释 |
| ---------- | -------------- | --- |
| 坎布尔     | 弗兰肯         | 银河帝国的第一位帝王，在银河纪元元年（约公元11,584年）登基 |
|            | 阿布拉尼斯     | 制定阿布拉尼斯法典，规定禁止诋毁帝国公职人员 |
|            | 斯坦内尔二世   | 患有精神病，在位两年被刺杀 |
|            | 爱德华一世     | 暗杀斯坦内尔二世后登基，无法阻挡帝国的动乱，为帝国的衰退埋下伏笔 |
|            | 斯坦内尔三世   | 成功镇压银河纪元827年的地球叛乱。此时的地球具有放射性，人烟稀少。帝国最初想恢复地球，但中途放弃，原因不得而知。 |
|            | 坎达尔五世     | 建造了一座巨大的岛屿并命名为“新地球”，并在银河纪元900年时将原先地球的居民迁移。 |
|            | 鲁利斯大帝     | 银河纪元2000年左右时的帝王，在位期间改良政府，使社会趋向稳定 |
|            | 韩雪莉         | 银河纪元3000年左右时的帝王，试图推广新历法来对抗僵化的社会，但没有成功 |
| 达契亚     |                | 银河纪元7000年左右的王朝 |
|            | 洛里斯六世     | 银河纪元10,000年左右时的帝王，实行封闭战略 |
|            | 节俭的达德里安 | 在御花园里小便的皇帝 |
|            | 阿曼蒂克大帝   | 建造皇宫 |
| 怀恩       |                | 银河纪元11,5000年左右的王朝 |
| 阿吉斯     | 阿吉斯六世     | 银河纪元11,830年左右时的帝王，统治帝国42年。他维持了帝国秩序，但未能控制帝国图书馆的新闻 |
| 恩腾       | 马诺威尔       | 恩腾王朝第一位皇帝，以他的血腥暴力著称 |
| 恩腾       | 斯塔内尔六世   | 克里昂一世的父亲，幸运躲过了暗杀 |
| 恩腾       | 克里昂一世     | 恩腾王朝的最后一位皇帝。他出生于银河纪元11,988年，死于12,038年。父亲过世后，克里昂于12,010年登基，时年22岁。12,020年时，数学家哈里·谢顿来到川陀，发展心理史学，并拜访了克里昂一世。用数学方法预测未来的心理史学吸引了皇帝，皇帝将它视为控制动乱的武器。但是德默泽尔认为帝国已经衰落，只有诚实可靠的查访才能尽可能的挽回衰败的帝国。因此，德默泽尔鼓励谢顿研究心理史学，并给予政策上的帮助。德默泽尔退休后，谢顿成为克里昂的新参谋长。谢顿发展心理史学，尽己所能挽回帝国的颓势。不幸的是，不久克里昂就被他的园丁格鲁伯刺杀。 |
|            |                | 12,038至12,058年银河帝国军阀割据，谢顿退出政治舞台。 |
|            | 阿吉斯十四世   | 克里昂一世的第三个堂兄，于12,058年重新统治银河帝国。他喜欢别人称他为“人民的皇帝”，与谢顿结交，但未能资助谢顿发展心理史学。他没有实权，是议会的傀儡。据说他原本不想当皇帝，但受到议会的逼迫而加冕，因为他是唯一可以从克里昂一世合法继承王位的人。 |
| 陈氏家族   | 克莱乌斯一世   | 公共安全局局长凌吉·陈的傀儡皇帝。 |
| 迪瓦特家族 | 达鲁本四世     | 公共安全局局长凌吉·陈的傀儡皇帝，见证谢顿在12,067年前往川陀。 |
|            | 赛姆林         | 凌吉·陈的另一个傀儡皇帝，于12,068年登基。银河纪元的最后一位皇帝，他之后的皇帝使用基地纪元。基地元年等于银河12,069年。 |
|            | 斯坦内尔七世   | 治国有方的皇帝，于基地纪元104年逝世。他统治时，帝国一度繁荣。 |
|            | 篡位者里克     | 基地纪元150年左右时的帝王，后被克里昂二世的父亲推翻。 |
|            | 克里昂二世     | 世称“克里昂大帝”，银河帝国末期强有力的皇帝。克里昂二世于155年登基，203年逝世，促进了政治和艺术的变革，但晚年身患不治之症。195年时，他向位于端点星的第一基地宣战，引发第四次谢顿危机，但他最终命令军队返回。他逝世后被人铭记，直至498年。 |
|            | 达戈贝尔八世   | 银河帝国末期的皇帝。255年吉尔默袭击川陀时，移居到三个秒差距外的德利卡斯，并改名为新川陀。 |
|            | 达戈贝尔九世   | 银河帝国末期的皇帝，在川陀被袭击时和家人一起逃离。骡于295年拜访他时，他年老体衰，但仍在回忆消逝的帝国时代。然而，他允许埃尔布林米斯使用川陀大图书馆时，仍像银河帝王般威严。他的儿子被骡杀害。 |

## 科幻宇宙未来发展
1937年奥拉夫·斯塔普雷顿在其科幻小说造星者中，提出人类在宇宙中未来发展可分为八个阶段的猜想。阿西莫夫的银河帝国便是一个典型例子。1950年代时唐纳德·A·沃尔海姆定义了这个概念，称之为“科幻宇宙发展史”。科幻作家只需要在故事中略加暗示，科幻爱好者就会知道作者对未来宇宙的看法，作者也不需要花费大量的笔墨来解释。以下是科幻宇宙发展的八个阶段：
1. 太阳系的探索、开发与殖民，与美国独立类似，火星、金星等其他行星上的人类宣布脱离地球独立。
2. 系外行星的探索、开发与殖民，过程与第一阶段相似。
3. 银河帝国的崛起，与外星人接触。但在阿西莫夫的银河帝国中，银河系只有地球上有智慧生物出现。
4. 银河帝国处于鼎盛时期，不断向银河系外围扩张。
5. 银河帝国开始衰落，帝国开始瓦解。
6. 银河黑暗时代。技术衰败，不同区域内的人类失去联系。
7. 银河复兴，新的国家建立。斯塔普雷顿称之为“银河共同体”，阿西莫夫称之为“基地”。
8. 挑战上帝，试图揭示宇宙的秘密，终结时间，使宇宙寂灭、重生。阿西莫夫在最後的問題中探讨过。

## 川陀
川陀是银河帝国的首都，距银心最近的一颗宜居行星，最早出现在阿西莫夫短篇小说火焰的黑修士中。1940年代基地系列出版后，川陀名声大噪。川陀是银河帝国的政治首都。阿西莫夫参照罗马帝国来写银河帝国，因此川陀也像罗马帝国鼎盛时期时的罗马。川陀表面分为800多个行政区，每个行政区占地面积约为240,000平方千米，人口约有五千万人。

### 地理和历史
阿西莫夫在星空暗流中概括了川陀的历史：起初川陀共和国的五个世界发展成川陀联邦，后向外扩张领域，发展成川陀帝国。此时川陀已占据银河系一半的领土，而另一半则被无数小型的微型帝国瓜分。星空暗流正是讲述川陀帝国征服银河系，并建立银河帝国的历程。苍穹微石的故事则发生在数千年之后。
川陀行星的表面积为194,000,000平方千米，约为地球表面积的40%。由此推算，川陀行星的半径约为4000千米。川陀表面除了皇宫，其余部分均被灰色圆顶遮盖。川陀鼎盛时期拥有450亿人口，是一座普世城，并向地下不断延伸。它也是帝国的行政中心，几乎全部人口都为帝国行政服务。因此，川陀周围20个农业世界要源源不断的输送粮食，才能保证行政中心的正常运作。一个川陀日约为1.08银河标准日。川陀图书馆（或银河图书馆、帝国图书馆）也位于川陀。
基地纪元260年左右时，吉尔默叛变并袭击川陀，摧毁大部分的建筑物，但帝国图书馆幸存下来。他迫使皇室迁往川陀附近的德里卡斯，命名为新川陀 。川陀袭击后，人口由400亿锐减至不到一亿。袭击后的两个世纪里，居民卖掉川陀上的金属，以开垦田地进行种植。最终，农民接管了川陀，川陀作为帝国中心的时代结束了。此后第二基地将川陀作为中心并继续发展。

### 食物供给
1951年，阿西莫夫在基地系列里提到，川陀上人们的食物，是周边二十个星球通过数万艘星舰连续不断运输过来的。然而，在1989年基地前奏里阿西莫夫说川陀原先是自给自足的。川陀有庞大的微生物地下农场，大量养殖酵母菌和藻类植物作为食物原料，再经过人工的加工使其变成可口的食物。地下农场完全由机器人照看。然而机器人叛乱，农场生产被迫停止。机器人叛乱镇压之后，川陀不得不大量进口食物。吉尔莫叛乱皇室迁移后，人们售卖川陀表面的金属，开垦出大量的土地来种植农作物。

### 种族
根据阿西莫夫的说法，22,500年后的未来将有大量的异族通婚，大多数人将会是是混血兒。在整个银河帝国，人们把高加索人種称作“西方人”，把東亞人種称作“东方人”，把黑人称作“南方人”。没有人记得地球上的人种。谢顿曾经质疑为什么没有“北方人”。

## 影响
邦达内拉对阿西莫夫借鉴罗马帝国的兴衰构思银河帝国的故事进行了分析。阿西莫夫也写过两本关于罗马帝国的历史类书籍：1966年出版《罗马共和国》和1967年出版的《罗马帝国》。邦达内拉认为这反应当时社会美帝國主義崛起的积极思想。佩雷尔曼把银河帝国的衰落、瓦解、重生当做20世纪西方历史的重复。从越南战争起，社会对美国褒贬不一。阿西莫夫重新拾起他的银河帝国，在此基础上创作了更多相关小说。银河帝国影响了大衛·布林和羅伯特·西爾柏格等作家。

## 相关书籍
- Asimov, Isaac, , New York: Everyman's Library（英语：Everyman's Library） (Alfred F. Knopf), 2010 [1951]  [2021-12-04], ISBN 978-1-84159-332-6, （原始内容存档于2021-12-04）

## 延伸阅读
- Peter Bondanella. . Univ of North Carolina Press. October 1987. ISBN 978-0-8078-1740-7.
- Robert Silverberg (编). . New York: Avon Eos. 1999. ISBN 0-06-081712-7.
- Damon Knight. .  2nd. Advent Publishers. 1967 [1956]. LCCN 67-4260.
- . A. Wollheim  请检查|url=值 (帮助). Harper & Row. 1971. LCCN 75123973.
- Oliver Morton. . The New Yorker. 1999-05-17: 84–89.